# Melicope woitapensis
Melicope woitapensis är en vinruteväxtart som beskrevs av Thomas Gordon Hartley. Melicope woitapensis ingår i släktet Melicope och familjen vinruteväxter. Inga underarter finns listade i Catalogue of Life.